# Calloides regalis
Calloides regalis är en skalbaggsart som först beskrevs av Louis Alexandre Auguste Chevrolat 1860.  Calloides regalis ingår i släktet Calloides och familjen långhorningar. Inga underarter finns listade.